# Romano Musumarra
Romano Musumarra est un arrangeur et compositeur italien né à Rome le 21 juillet 1956.

## Biographie
Romano Musumarra entre au conservatoire Sainte-Cécile de Rome où il étudie le piano avec ses professeurs Franco Rossi, Sergio Perticaroli et Fausto Di Cesare. À partir de 1975, il fait partie du groupe pop italien La Bottega dell'Arte (it), avec des amis d'enfance. Cinq albums et des 45T sont réalisés par le groupe jusqu'en 1984.
En 1978, il compose pour EMI la face B d'un disque de musique électronique intitulé Automat, qui est notamment utilisé par la chaine brésilienne Globo pour l'un de ses génériques. La face A est composée par son compatriote Claudio Gizzi (it). Jean-Michel Jarre est l'un des premiers français à recevoir une copie du disque, sur cassette.
En 1983, il commence sa carrière internationale en France, en tant que compositeur et arrangeur des deux premiers albums de Jeanne Mas (Jeanne Mas et Femmes d'aujourd'hui). À la suite du succès de Jeanne Mas en France, d'autres artistes font appel au compositeur.
Romano Musumarra travaille ainsi pour Dave, Jean-Patrick Capdevielle, Alain Delon, Céline Dion, Elsa, Garou, Bruno Guillain, Véronique Jannot, Marc Lavoine, Mireille Mathieu, Bruno Pelletier, Demis Roussos, Ginette Reno, Stéphanie de Monaco Hélène Ségara, Sylvie Vartan, Régine, Roch Voisine, Nathalie Simard ou encore Linda William (avec laquelle il aura un enfant) ainsi qu'avec des artistes anglophones tels que Tina Arena, Ray Charles, Nikka Costa ou Dana Dawson et collabore avec le parolier Luc Plamondon.
En 1988, il reçoit la médaille de chevalier des Arts et des Lettres, pour l'ensemble de son œuvre, par le ministre de la Culture Jack Lang.
Il est le compositeur de la comédie musicale de 2002 Cindy dont l'auteur est Luc Plamondon. Sorti le 26 février 2002, l'album de celle-ci se classe no 24 en France et no 17 en Belgique francophone. Luc Plamondon, producteur du spectacle, reconnaît que cette comédie musicale est un échec commercial, malgré un disque d'or pour l'album avec plus de 100 000 exemplaires vendus.
En 2003, il collabore avec Luciano Pavarotti.

## Vie privée
En 2006, il épouse la chanteuse Judith Bérard en Italie. En 2018, il aurait divorcé.[réf. nécessaire]
En 2010, la mère de son fils Yohan, la chanteuse Linda William, s'est donné la mort à l'âge de 45 ans.
En 2023, son fils Yohan décède à l'âge de 29 ans.

## Distinctions
- Chevalier de l'ordre des Arts et des Lettres (1988).

## Œuvres musicales

### Musique électronique
- Automat (1978)

### Variétés
Pour Dave
- Par pudeur (1982)

Pour Jeanne Mas
- Toute première fois (1984)
- Johnny, Johnny (1985)
- Cœur en stéréo (1985)
- En rouge et noir (1986)
- L'Enfant (1986)
- Sauvez-moi (1987)

Pour Eva Rasmussen
- Pleure pas (1985)

Pour Stéphanie de Monaco
- Ouragan (1986)
- Flash (1986)
- Irresistible (1986) (version en anglais de Ouragan)
- One love to give (1986) (version en anglais de Flash)
- Fleurs du mal (À Paul) (1987)

Pour Elsa Lunghini
- T'en va pas (1986)

Pour Céline Dion
- Comment t'aimer (1987)
- Je ne veux pas (1987)
- Je danse dans ma tête (1991)
- Baby Close Your Eyes (2004)

Pour Sylvie Vartan
- Femme sous influence (1987)

Pour Jean-Patrick Capdevielle
- Celle qui t'aimait (1988)
- Double aller simple pour Pékin (1988)

Pour Sheila :
- Le tam tam du vent (1988)

Pour Linda William
- Traces (1989)
- L'autre soleil (Ha-ha) (1989)

Pour Demis Roussos
- On écrit sur les murs (1989)

Pour Régine
- Mes nuits vidéo (1989)

Pour Dana Dawson
- Romantic World (1990)

Pour Mireille Mathieu
- La musique du bonheur (1991)
- Contes de fées (1991)
- Comme si c'était écrit (1991)

Pour Garou
- Seul (2000)
- Gitan (2000)
- Demande au soleil (2000)
- Au cœur de la terre (2004)
- Quand passe la passion (2004)
- Au milieu de ma vie (2013)

Pour Lââm et Frank Sherbourne
- Un monde à nous (2002)

Pour Hélène Ségara
- L'amour est un soleil (2003)

Pour Judith Bérard
- Je pars (2005)
- Itinéraire (2005)
- Per arrivare a te (2005)
- Toujours là (2005)
- Jusqu'au bout (2005)
- C'était comment avant (2013)

Pour Vincent Niclo et Anggun
- Pour une fois (2015)

### Bandes originales de films
- La Femme de ma vie (1986)
- Mon bel amour, ma déchirure (1987)
- Les Prédateurs de la nuit (1987)
- Maladie d'amour (1987)
- Les Nouveaux Tricheurs (1987)
- Jaune revolver (1988)
- Blanc de Chine (1988)
- L'Enfance de l'art (1988)
- Les Bois noirs (1989)
- Jean Galmot, aventurier (1990)
- Le Grand Pardon 2 (1992)
- L'Ours en peluche (1994)
- Délit mineur (1994)
- L'Élève (1996)
- Abbiamo solo fatto l'amore (it) (1998)
- La Réparation (2025)

### Comédie musicale
- Cindy, sur des paroles de Luc Plamondon.

### Titres classés au top 50 français
| Artiste                 | Titre                 | Année | Classement |
| Jeanne Mas              | Toute première fois   | 1984  | 8          |
| Jeanne Mas              | Johnny Johnny         | 1985  | 1          |
| Jeanne Mas              | Cœur en stéréo        | 1985  | 24         |
| Stéphanie de Monaco     | Ouragan               | 1986  | 1          |
| Jeanne Mas              | En rouge et noir      | 1986  | 1          |
| Stéphanie de Monaco     | Flash                 | 1986  | 4          |
| Jeanne Mas              | L'Enfant              | 1986  | 3          |
| Elsa                    | T'en va pas           | 1986  | 1          |
| Stéphanie de Monaco     | Fleurs du mal         | 1987  | 16         |
| Jeanne Mas              | Sauvez-moi            | 1987  | 3          |
| Linda William'          | Traces                | 1989  | 21         |
| Demis Roussos           | On écrit sur les murs | 1989  | 4          |
| Dana Dawson             | Romantic world        | 1990  | 4          |
| Dana Dawson             | Tell me bonita        | 1990  | 4          |
| Dana Dawson             | Open hearts           | 1991  | 24         |
| Alessandro Safina       | Luna                  | 1999  | 39         |
| Garou                   | Seul                  | 2000  | 1          |
| Laam & Frank Sherbourne | Un monde à nous       | 2002  | 5          |
| Laam & Jay              | Je l'aime en secret   | 2002  | 37         |
| Hélène Ségara           | L'Amour est un soleil | 2003  | 2          |
| Kids united             | On écrit sur les murs | 2015  | 3          |